# Mozilla Firefox 3
Mozilla Firefox 3.0 es una versión del navegador web Mozilla Firefox lanzado el 17 de junio de 2008 por la Corporación Mozilla.
Firefox 3 utiliza la versión 1.9 del motor de renderizado Gecko para mostrar páginas web. Esta versión corrige numerosos bugs, mejora el cumplimiento de estándares, e implementa muchas API web en comparación con Mozilla Firefox 2. Otras nuevas características son el rediseño del gestor de descargas, un nuevo lugar para almacenar los marcadores y el historial, y temas diferentes para cada sistema operativo.
Mozilla dejó de dar soporte a Firefox 3 el 30 de marzo de 2010 con el lanzamiento de la versión 3.0.19.

## Historia
Firefox 3.0 fue desarrollado bajo el nombre en clave Gran Paradiso. Esto, como otros nombres en claves de Firefox, es el nombre de un lugar; en este caso de la séptima montaña más alta en los Alpes Grayos.
El desarrollo comenzó en octubre de 2006, cuando el equipo de desarrolladores preguntaron a los usuarios cuáles características les gustaría ver en Firefox 3.
La Fundación Mozilla publicó la primera beta el 19 de noviembre de 2007, la segunda beta el 18 de diciembre de 2007, la tercera beta el 12 de febrero de 2008, la cuarta beta el 10 de marzo de 2008, y la quinta beta final el 2 de abril de 2008. La primera Release Candidate fue anunciada el 16 de mayo de 2008, a la que le seguiría la segunda Release Candidate el 4 de junio de 2008, y una tercera (que solo se diferencia de la segunda RC en que corrige importantes errores para los usuarios de Mac OS X) el 11 de junio de 2008. Mozilla envió la versión final el 17 de junio de 2008.
Para su lanzamiento, Firefox 3 fue presentado a la cultura popular, mencionado en The Colbert Report, entre otros.

## Características
- Implementación de Gecko 1.9.
- Mejoras al cumplimiento de estándares web
- Implementación de nuevas API web.
- Mejoras de seguridad.
- Nuevas características anti phishing y antimalware.
- Nuevos temas por defecto, con integración al sistema operativo.
- Nuevo diseño del gestor de descargas.
- Nuevo diseño del administrador de contraseñas.
- Mejoras de rendimiento.
- Integración con el programa antivirus.
- Mejoras de Marcadores.
- Ampliación de página completa.
- Mejoras en la búsqueda de la barra de direcciones.
- Restauración de sesiones.
- Un nuevo asignador de memoria.

### Temas
Para dotar al navegador de un aspecto acorde a cada sistema operativo, Firefox 3 usa temas diferentes para Mac OS X, Linux, Windows XP, y Windows Vista. Cuando se ejecuta bajo GNOME, Firefox 3 muestra los iconos que hayan sido seleccionados en dicho entorno; cuando el entorno de escritorio cambia de icono, Firefox 3 aplica los mismos. También se muestran iconos si no existe ninguno; en tal caso se aplica los del tema "Tango".

## Adopción en el mercado
Según una nota de Net Applications, el uso de Firefox 3 beta experimentó un rápido incremento de la cuota de mercado del 0.63% en mayo de 2008. Ellos interpretan este dato como que las versiones beta de Firefox 3 fueron estables y que los usuarios la utilizaban como su navegador por defecto. En las primeras 24 horas después del lanzamiento de Firefox 3, el uso aumento desde menos de un 1% a más del 3%, según Net Applications. Se alcanzó un máximo del 21.17% en abril de 2009 antes de cambiar a Firefox 3.5 y después a Firefox 3.6.

### Download Day

Número de descargas de Firefox 3:
+100.000
50 000 - 100 000
10 000 - 50 000
5000 - 10 000
1000 - 5000
-1000

La fecha oficial para el lanzamiento de Firefox 3 fue el 17 de junio de 2008, que se conoció como "Download Day 2008". Firefox 3 se descargó 8 290 545 de veces, obteniendo el Récord Guinness al software más descargado en sus primeras 24 horas.
Download Day comenzó oficialmente a las 11:16 a. m. PDT (18:16 UTC) el 17 de junio. Con el anuncio de la fecha, el día de descarga fue el 18 de junio para las zonas horarias que superan GMT +6, esto es media Asia y toda Oceanía.

### Sistemas Operativos compatibles
Firefox 3 es compatible con GNU/Linux (Ubuntu y similares) y con Windows 2000/XP/Vista/7, y Windows 98/ME con extensiones del kernel instaladas no oficiales.